# 澤田三郎
澤田 三郎（さわだ さぶろう、1908年（明治41年）9月20日 - 2002年（平成14年）8月29日）は、日本の政治家。福島県須賀川市長（5期）。

## 来歴
1932年京都帝国大学経済学部卒業。愛知、兵庫、富山の各県に勤務した後、陸軍司政官となる。戦後、福島県岩瀬地方事務所長などを経て、1951年須賀川市長に当選する。
市長就任後はまず、赤字財政からの脱却に取り組み、地方財政再建特別措置法を受け入れ、市役所内部の機構改革に取り組んだ。市職員の研修を実施し、職員の資質と勤務能率の向上を図った。また、市税滞納者の整理に力を入れるとともに、歳出入両面での努力の結果、1期目で負債を完済させ、自主独立の財政計画を達成させるに至った。
須賀川市長を1964年までの2期8年務めた後、1972年に市長に復帰した。復帰後は須賀川地方保健環境組合、同地方広域消防組合各管理者、福島県農業会議常任会議員、矢吹原土地改良区理事長、須賀川牡丹園保勝会理事長などを兼任。在職中に市民憲章や市の木（アカマツ）、市の花（ボタン）の制定をした。このほか市内に公民館や図書館などが完成、工業団地の造成や交通網の整備、大型店の進出などがあった。
2度目の市長は1984年まで3期12年務め、計5期20年務めた。退任後は助役の高木博が後継者となった。2002年に死去した。
在職中に日本赤十字社表彰を受け、その後、勲六等瑞宝章を受章、死去に際し従六位を贈られた。